# Laos historia
Laos historia sägs ofta börja med kungadömet Lan Xang, grundat av Fa Ngum 1353, antagligen med stöd av Khmerriket. Landet har å ena sidan en modern historia som nationalstat som bara går tillbaka till mitten av 1900-talet, å andra sidan en längre historia som går tillbaka åtminstone till första århundradena av vår tideräkning, då thai-talande folk tvingades migrera söderut från sina tidigare boplatser i dagens Sydkina, och innan dem talare av mon-khmerspråk.
De som senare skulle kalla sig laotier delar sin tidigare historia med andra thaispråkiga folk i området, men cirka 50 procent av befolkningen i dagens Laos utgörs av andra folkgrupper. Buddhismen, som satt sin prägel på mycket av landets kultur, kom till området från 500-talet, antagligen från Burma.

## Prekolonial historia
Olika mindre löst sammanhållna samhällen bildades under andra halvan av det först årtusendet i det som idag är Laos, samhällen som var baserade på  hinduism eller buddhism. När Khmerriket expanderade kom dessa riken att erövras i slutet av 1100-talet. I slutet av 1200-talet enades Kina under Yuandynastin och Khmerriket försvagades, delvis på grund av pressen från det expanderande Kina. Självstyrande enheter, tributskyldiga till mongolerna, kunde då bryta sig fria.
I mitten av 1300-talet fanns tre självstyrande områden i närheten av dagens Laos, Ayutthaya i dagens Thailand, Lan Xang omkring Louang Prabang och Lan Na omkring Chiang Mai.
Landet Lan Xang bedrev handel med produkter från skogen, som elfenben och noshörningshorn, och produkter som silke, järn och salt. Tronföljden hade inga fasta regler och ofta följde en tronstrid mellan sönerna till en avliden monark. Relationerna med Kambodja i söder och Ayutthaya i väster var ofta relativt goda eftersom de var thaifolk och närbesläktade. Gränsen mot Vietnam i öster skiftade ofta och 1479 plundrades huvudstaden av vietnamesiska arméer. I mitten av 1500-talet invaderade burmesiska arméer Sydostasien och Lan Xang ingick en försvarspakt med Ayutthaya. Ayutthaya blev besegrat av burmeserna men Lan Xang lyckades bevara sin självständighet.

## Kolonialismen
Landet blev gradvis försvagat och stora delar av Laos kom från slutet av 1700-talet att kontrolleras av Siam (dagens Thailand). Laos delades in i tre vasallstater, runt städerna Luang Prabang i norr, Vientiane i mellersta delen av landet och Champassak i söder. Ett uppror i Vientiane år 1828 ledde till att den delen av landet införlivades med Siam. 

### Thailändskt styre
På 1760-talet invaderades Sydostasien åter av burmesiska styrkor och Laos och Ayutthaya erövrades vilket innebar slutet för Ayutthaya. En thailändsk befälhavare lyckades på några år bygga upp ett nytt rike och drev bort burmeserna och även ta kontroll över rikena i Laos. Dessa kom dock att behålla ett stort mått av självständighet, endast frågor som berörde militär, utnämningar, straff och utrikespolitik bestämdes från Bangkok.
Ett försök att bryta sig loss från Siam och återupprätta Lan Xang gjordes av Anuveng då han 1826 samlade ihop en armé och tågade mot Siam. Framgångarna blev kortvariga och thailändska styrkor ödelade Vientiane.

### Franskt styre
I norra Vietnam uppstod oroligheter när olika grupper hamnade i konflikt med fransmännen. Den franska befälhavaren avrättades av de svarta flaggorna och hans avhuggna huvud visades upp. Upprördheten i Frankrike ledde till att en militär expedition sändes till Vietnam och 1883 var hela landet under fransk kontroll. Året därefter slöts ett avtal som innebar att Frankrike skulle försvara Vietnams territorium, vilket enligt fransmännen även inkluderade de delar av Laos som tidigare hade varit tributskyldiga till Vietnam.
Utforskningen av Laos och förhandlingar med Siam skedde under ledning av Auguste Pavie som ville att Frankrike skulle erövra Laos. Den nya generalguvernören i Franska Indokina, Jean De Lanessan, utnämnde Pavie till fransk konsul i Bangkok med syfte att förhandla med Siam om att lämna Laos. Siam valde istället att stärka sin militära närvaro i Laos och fler incidenter skedde mellan Frankrike och Siam. När tre franska handelsmän utvisades från Laos användes det som ursäkt för en militärt angrepp.

Franska erövringar från Thailand (grönt och blått)

Tre grupper av franska/vietnamesiska soldater tågade över gränsen in i Laos. Anfallet gick trögt, och först när två franska krigsskepp seglat uppför Chao Phraya och ankrat utanför det kungliga palatset i Bangkok gav Siam med upp. I ett avtal som skrev under 13 oktober 1893 tillföll området öster om Mekong det franska protektoratet Laos.
I norr erhöll Frankrike ytterligare två provinser 1895 i ett avtal med Kina och 1896 fick fransmännen Meuang Sing av britterna i utbyte mot att acceptera Siam, som Storbritannien ville ha som buffert mot Frankrike, som självständig stat.
Från början var skattenivån densamma som hade betalts under Thailändsk överhöghet men när den franska administrationskostnaderna ökade, ökade också behovet av intäkter. Skatter kunde vara i pengar eller i varor men dagsverke förekom också. Nivån och formerna för skatterna skilde sig åt mellan olika folkgrupper.

### Revolter
Till att börja med innebar övergången från thailändskt till franskt styre ingen större skillnad för laotierna. Istället för att betala tribut till Siam så gick pengarna till Frankrike. Men allt eftersom Frankrike ökade kontrollen och administrationen så blev vissa skillnader påtagliga. Det thailändska styret hade varit decentraliserat och gett provinserna en hög grad av autonomi medan Frankrikes avsikt var att inlemma Laos i Franska Indokina. På sikt kom skatteuttaget att öka och monopol infördes på opium, salt och alkohol. Slavhandel förbjöds och laotiernas frihet begränsades med avseende på vilka de fick bedriva handel med.
Den största större revolten bröt ut 1895 i södra Laos bland folkgruppen Lao Thoeng. Missnöjet med skatter och tvångsarbete växte och en självutnämnd helig man (upproret kom att kallas den helige mannens revolt) vid namn Ong Kaeo vann allt större inflytande. Genom att bränna en pagod tillägnad honom försökte Frankrike stoppa utvecklingen men istället skedde det motsatta. Beväpnade med flintlåsgevär anföll flera hundra medlemmar från Lao Thoeng den lokale kommissionären och upproret vann större uppslutning.
Flera personer som tillhörde upproret bildade egna upprorsgrupper. På andra sidan Mekongfloden slogs Ong Man mot det siamesiska styret men hans män blev dödade. Själv lyckades han undkomma och återanslöt sig till Ong Kaeo. Efter att Ong Kaeo dödats 1910 fortsatte Ong Kommadan upproret och återkom flera årtionden senare.
Även i norra Laos bröt flera revolter ut. Folkgruppen Lue hade blivit splittrade när Frankrike erövrade Laos, några kom att bo i Kina medan andra kom att hamna i franska Laos. Det tog flera år av franska militära operationer innan motståndet var brutet.
Revolutionen i Kina 1911 som avslutade Qingdynastin orsakade oroligheter även i Laos. Den kinesiska minoriteten var drivande bakom upproret 1914. Förutom allmänna oroligheter innebar Frankrikes monopol på opium försämrade inkomstmöjligheter för många, bland annat kineserna som ofta hade fungerat som mellanhänder i handeln. Andra anslöt sig till upproret på grund av de höga skatterna. Det krävdes 2500 franska soldater för att återställa ordningen.
Hmong hade under upproret hållit sig passiva, och till och med stött Frankrike. 1918 utvandrade många Hmong från södra Kina på grund av hårda kinesiska repressalier efter ett uppror. Insamlandet av skatt bland Hmong hade överlåtits på andra grupper, som ofta passade på att ta ut en hel del extra. Upproret kom att vara i två år innan det slogs ner och resulterade i att Hmong själva fick samla in skatter.
Efter 1920 började en lugnare period och det franska styret började genomföra en rad reformer. Målet var att bygga ut sjukvård, utbildning och rättssystem. Summorna som satsades var små, och under den finansiella krisen på 1930-talet blev de ännu mindre för att sedan öka något.
Den ekonomiska krisen drabbade även Laos och för att kompensera för lägre intäkter och mindre pengar från Frankrike höjdes skatterna vilket än en gång ledde till uppror. Kommandam uppmanade bybor att inte betala skatterna. En fransk militär operation i september 1936 lyckades besegra rebellerna och döda Kommandam.

## Andra världskriget
Frankrike hade svårt att göra Laos till en lönsam affär på grund av en liten befolkning och därmed små skatteintäkter samtidigt som exporten var liten. Genom att flytta människor från Vietnam till Laos försökte man öka befolkningen och i vissa städer kom vietnameserna att vara i majoritet. Andra världskriget innebar ett slut för fortsatt immigration.
Franska Indokina ockuperades av japanerna i andra världskriget och när japanerna kapitulerade 1945 utropade laotiska nationalister en självständig stat; något som inte godkändes av kolonialmakten. Redan 1946 hade Frankrike återtagit makten om än med ett visst mått av självstyre för Laos. I det första indokinesisk kriget organiserade Indokinas kommunistparti Pathet Lao ("Hemland Laos") för att verka för nationell frigörelse och landet vann självständighet sedan de vietnamesiska kommunisternas seger över fransmännen resulterat i fredskonferensen i Genève 1954.

## Självständighet
Allmänna val hölls första gången 1955 och en koalitionsregering, ledd av prins Souvanna Phouma, bildades 1957 för att redan åren efter kollapsa under amerikanskt tryck. En statskupp ledd av delar av armén som krävde en neutral ägde rum 1960 men den andra koalitionsregering, även den under Souvanna Phouma, klarade sig inte ens så länge som den första och makten kom i händerna på högerkrafter kring general Phoumi Nosavan senare samma år. 
En andra Genèvekonferens, 1961-62, fastslog Laos självständighet men varken USA eller Vietnam respekterade överenskommelsen och snart bröt krig ut på nytt. Laos regim och armé förhöll sig under denna mestadels neutral men ökad amerikansk och vietnamesisk närvaro drog in landet i det andra Indokinakriget 1954-75. Under kriget kom Laos att utnyttjas av Nordvietnam och utsattes också för massiva bombningar av amerikanerna som därmed ville stänga Ho Chi Minh-leden. En ny koalitionsregering bildades efter fredsfördraget i Paris som markerade slutet på Vietnamkriget följts av vapenstillestånd mellan Pathet Lao och den sittande regeringen, men Nordvietnams närvara i landet fortsatte inte minst i form av ett avgörande inflytande på Pathet Lao. Efter Sydvietnams fall i april 1975 tog Pathet Lao makten över landet och 2 december 1975 tvingades kungen att abdikera och Folkrepubliken Laos utropades.

## Folkrepubliken
Folkrepubliken, under ledning av Kaysone Phomvihane och Laotiska folkets revolutionära parti, var under en lång tid inte mycket mer än en vietnamesisk marionettregim och den brutala behandlingen av oliktänkare och etniska minoriteter (vilka utgör ungefär halva landets befolkning) tvingade uppskattningsvis 10 procent av landets befolkning (varav många hmong) att gå i exil. Starkt beroende av stöd från Sovjetunionen, via Vietnam, kom läget för landet att förändras drastiskt i och men Sovjetunionens upplösning 1991 och kommunistpartiet, som fortfarande har makten, har sedan dess initierat ekonomiska reformer i linje med Vietnam.